# ГЕС-ГАЕС Саміна
ГЕС-ГАЕС Саміна — гідроелектростанція у Ліхтенштейні, починаючи зі свого спорудження в середині 20-го століття, є найбільшою ГЕС цієї країни.
Проект станції базувався на використанні перепаду висот між Альпійським Рейном та паралельною йому долиною Самінатал у західній частині хребта Ретікон. Остання дренується річкою Саміна (через Ілль відноситься до басейну Рейну), лівим витоком якої є Stägerbach. Саме в його сточищі для ГЕС спорудили водосховище об'ємом 60 тис. м3, перекривши греблею струмок Valünerbach за півтори сотні метрів від його злиття із Malbunerbach (що й утворює власне Stägerbach). Звідси через систему з дериваційного тунелю та труб довжиною 5,5 км вода подається до машинного залу в долині Рейну, на околиці Вадуца. Між 1949 та 1955 тут встановили три турбіни загальною потужністю 9,6 МВт, що до 1960-х років повністю покривало потреби Ліхтенштейну в електроенергії.
У 2011 році розпочали повну модернізацію станції, яка включала її доповнення функцією гідроакумуляції. При цьому нижній резервуар створили у підземному виконанні, як мережу тунелів довжиною 750 метрів. Він може зберігати до 40 тис. м3 води, всього ж об'єм виїмки скельних порід, включаючи прокладання з'єднувальних тунелів, становив 60 тис. м3.
Новий машинний зал обладнали двома турбінами типу Пелтон потужністю по 7,3 МВт, які працюють при напорі у 835 метрів. Також тут встановлено два насоси потужністю по 5 МВт, що забезпечують роботу в режимі ГАЕС.
Відпрацьована вода відводиться до Рейну через Vaduzer Giessen та Binnenkanal.